# Madonna de la Cantera

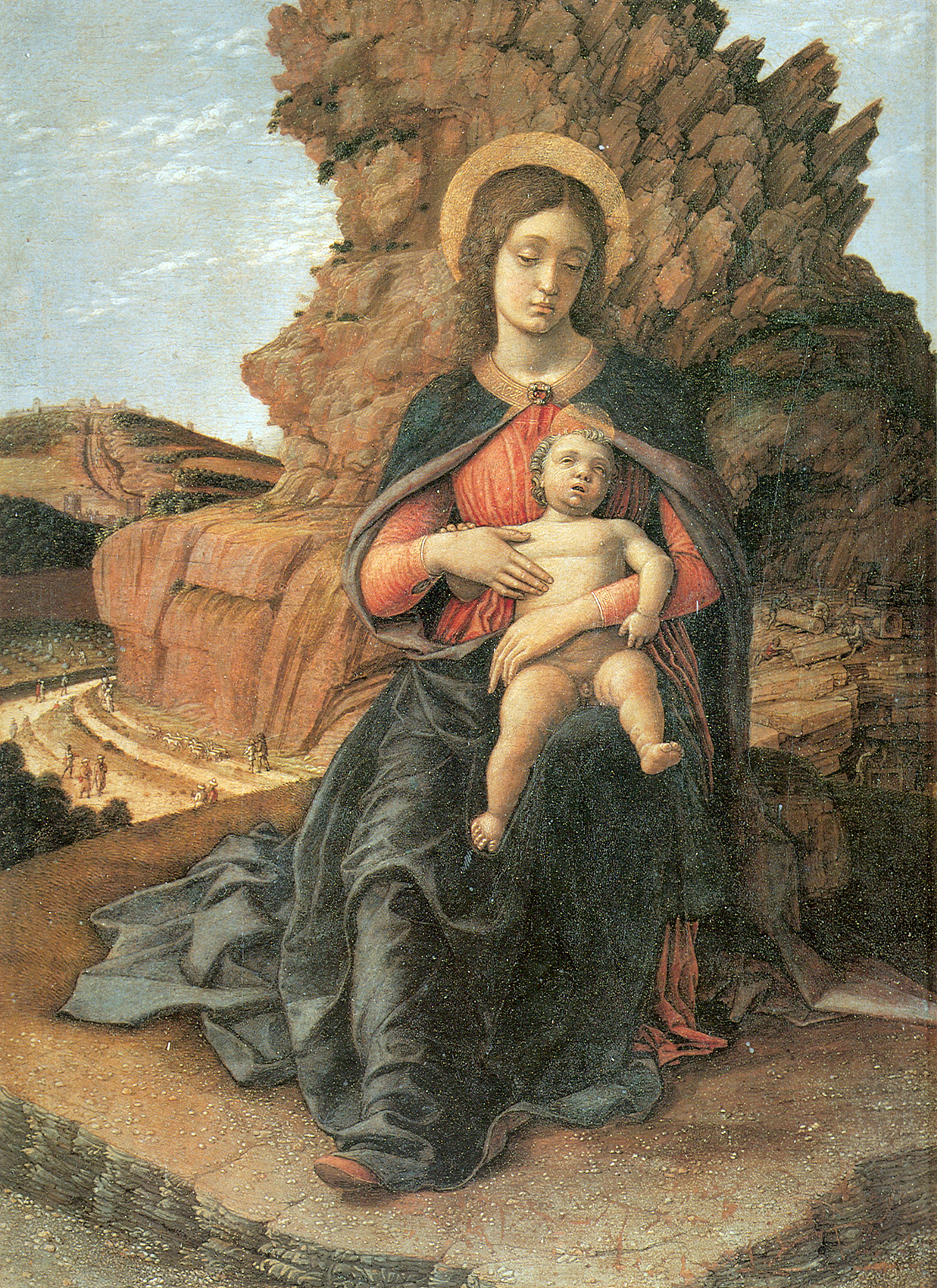
Madonna de la Cantera, Andrea Mantegna.

La Madonna de la Cantera (en italiano – Madonna delle Cave) es una pintura al temple sobre tabla que mide 32 cm por 29,6 cm. Fue pintada en 1488-1490 por el pintor italiano Andrea Mantegna y se encuentra actualmente en la Galería Uffizi en Florencia.
Es nombrada por la cantera de piedra en el fondo a la derecha, donde los trabajadores están tallando un capitel, parte de un fuste de columna y un sarcófago, probablemente aludiendo a la futura flagelación y entierro de Cristo. La Virgen se sienta en una roca que puede también representar la cumbre del Calvario, estira la pierna derecha hacia afuera como recurso para implicar al espectador en la obra; en el fondo a la izquierda, campesinos recogiendo heno en el campo, un castillo y un pastor dirigiendo su rebaño por una amplia carretera que se dirige subiendo hacia una ciudad amurallada distante, que se entreve tras la cumbre. Fiocco argumenta que este fondo está basado en Carrara mientras Kristeller sin embargo lo identifica con el Monte Bolca entre Vicenza y Verona. Algunos interpretan el cambio de la oscuridad a la luz moviéndose de derecha a izquierda a través del fondo como una alegoría de la Redención a través de Cristo y la Iglesia, con María como la Madre de ambos.

## Datación
Su datación en 1488–1490 se basa en la descripción de Giorgio Vasari de las colecciones de Francisco I de Médici, que lo atribuye a la época de Mantegna en Roma. Algunos lo han vinculado a un trabajo encargado a Mantegna por Lorenzo de Médici y mencionado en una carta de Lorenzo. Otros historiadores lo datan de manera diferente debido a su estilo y figuración. Sin embargo, la reutilización por parte de Mantegna de ciertos temas como los fondos rocosos durante su carrera hace difícil datar trabajos inciertos definitivamente.